# Nicholas Liverpool
Nicholas Liverpool (né le 9 septembre 1934 et mort le 1er juin 2015) est un homme d'État dominiquais, sixième président du Commonwealth de la Dominique du 2 octobre 2003 au 17 septembre 2012, date de sa démission pour raison de santé.